# Homaliodendron pulchrum
Homaliodendron pulchrum là một loài rêu trong họ Neckeraceae. Loài này được L.-Y. Pei & Y. Jia mô tả khoa học đầu tiên năm 2011.